# Вільногірськ (станція)
Вільногірськ — вантажно-пасажирська залізнична станція Дніпровської дирекції Придніпровської залізниці на лінії Верхівцеве — П'ятихатки між станціями Верхівцеве (18 км) та Ерастівка (8 км)
Розташована на околиці міста Вільногірськ Дніпропетровської області.

## Пасажирське сполучення
На станції зупиняються потяги далекого та приміського сполучення.